# IC 1317
IC 1317 је елиптична галаксија у сазвјежђу Орао која се налази на листи објеката дубоког неба у Индекс каталогу.
Деклинација објекта је + 0° 39' 53" а ректасцензија 20h 23m 15,5s. Привидна величина (магнитуда) објекта IC 1317 износи 13,6 а фотографска магнитуда 14,6. IC 1317 је још познат и под ознакама UGC 11546, MCG 0-52-4, CGCG 373-5, 2ZW 82, PGC 64586.